# Onthophagus tragoides
Onthophagus tragoides är en skalbaggsart som beskrevs av Antoine Boucomont 1914. Onthophagus tragoides ingår i släktet Onthophagus och familjen bladhorningar. Inga underarter finns listade i Catalogue of Life.